# Baby Britain
Baby Britain è un brano di Elliott Smith. La canzone è il secondo singolo estratto dal quarto album del cantautore, XO del 1998.

## Tracce

### Singolo 7"
1. "Baby Britain" - 3:13
2. "Waltz #1" (demo) - 3:02

### Baby Britain part 1
1. "Baby Britain" - 3:13
2. "Waltz #1" (demo) - 03:02
3. "The Enemy is You" - 2:24

### Baby Britain part 2
1. "Baby Britain" - 3:13
2. "Some Song" - 2:10
3. "Bottle Up & Explode" (demo) - 2:38